# Eric Saward
Pour les articles homonymes, voir Saward.
Eric Saward, né le 9 décembre 1944, est principalement connu pour avoir été scénariste et script-éditor (responsable des scénarios) pour la BBC des années 1970 à 1980, notamment sur la série de science fiction Doctor Who.

## Biographie

### Débuts
Sa carrière débute en tant que scénariste. Tout en étant enseignant, il écrit des pièces radiophoniques.

### Doctor Who
Dans les années 1980, alors qu'il peut enfin passer dans l'écriture à plein temps, il est approché par le script-éditor de Doctor Who Christopher H. Bidmead pour qu'il puisse soumettre quelques idées pour la série. Il est engagé en 1981 pour écrire le scénario de l'épisode The Visitation. Dans la foulée, il devient script-éditor pour la série en remplacement d'Antony Root, qui fut brièvement le remplaçant de Bidmead. Tout en tenant ce rôle, il écrit le script des épisodes Earthshock (1982), Resurrection of the Daleks (1984) et Revelation of the Daleks (1985). Dans une interview il affirme aussi avoir été non crédité sur de nombreux épisodes dont il avait effectué une réécriture sérieuse comme The Awakening (1984), The Twin Dilemma (1984), Attack of the Cybermen et une grande partie de la saison 23, notamment le dernier épisode The Ultimate Foe (1986).
En tant qu'écrivain, Eric Saward a écrit aussi une nouvelle nommée Birth of a Renegade en 1983 dans une édition spéciale du journal Radio Times diffusé au moment du 20e anniversaire de Doctor Who et servant de prologue à l'épisode spécial « The Five Doctors. » Très attaché à la série il écrit aussi les novelisations des épisodes The Twin Dilemma, Attack of the Cybermen, The Visitation et Slipback, pour les éditions Target Books. Pour des raisons de droit ses deux histoires mettant en scène les Daleks n'ont pas pu être mises sous forme de roman tandis qu'Earthshock a vu sa novélisation écrite par Ian Marter.
En 1985, la série Doctor Who est pointée du doigt notamment à cause des nombreuses scènes de violence réaliste et des thèmes plus sombres, que de nombreux commentateurs jugeaient cela inapproprié pour un programme destiné à un public familial. Eric Saward est pointé du doigt et la saison 23 doit être complètement changée. De plus début 1986 après plusieurs années de collaboration, Saward prend de la distance avec le producteur John Nathan-Turner dont il désapprouve le caractère insistant. Il entre aussi souvent désaccord avec Colin Baker l'interprête du Docteur à l'époque.
Lors de la production de la saison 23 (dites The Trial of a Time Lord) en 1986, il démissionne de son poste avant la fin de la saison, et envoie son avocat afin que ses idées concernant la fin de la saison ne soient pas réutilisées, complexifiant la tâche des scénaristes et causant de nombreux problèmes de cohésion dans les épisodes.
Toujours attaché à la série, il commente des épisodes de la série pour les sorties DVD (sur une piste séparée de celles de Colin Baker avec lequel il était en froid) et écrit quelques épisodes audiophoniques dérivés de la série pour les éditions Big Finish. Il écrit aussi des pièces audiophoniques pour la radio allemande.

## Vie personnelle
Eric Saward a vécu en Pays-Bas pendant trois ans et y a été brièvement marié. Il a également eu une relation avec l'écrivain Paula Woolsey avec laquelle il a co-écrit l'épisode Attack of the Cybermen. Il est le père de deux filles nommées Natasha et Marielle.

## Sources
- (en) Cet article est partiellement ou en totalité issu de l’article de Wikipédia en anglais intitulé « Eric Saward » (voir la liste des auteurs).